# 中川敬一郎
中川 敬一郎（なかがわ けいいちろう、1920年11月18日 - 2007年3月25日）は、日本の経営史学者。東京大学名誉教授。日本学士院会員。

## 経歴
滋賀県犬上郡多賀町出身。信三・ひさの長男。1948年東京帝国大学経済学部卒。1951年東京大学経済学部助教授、64年教授、81年定年退官、名誉教授となり、福島大学教授、東京国際大学教授、青山学院大学経営学部教授を務め、96年退職した。86年日本学士院会員。1964年経営史学会の創設に参加し、のち会長となる。イギリス経営史を研究。日本経営史研究所理事。

## 著書
- 『日本海運経営史 1　両大戦間の日本海運業 不況下の苦闘と躍進』日本経済新聞社 1980
- 『比較経営史序説』比較経営史研究 東京大学出版会 1981
- 『イギリス経営史』比較経営史研究 東京大学出版会 1986
- 『戦後日本の海運と造船 1950年代の苦闘』戦後日本海運造船経営史　日本経済評論社 1992

### 共編著
- 『経済学ハンドブック [6]西洋経済史』松田智雄共編 青林書院 1958
- 『財界人思想全集 第1-2 経営哲学・経営理念』由井常彦共編集　ダイヤモンド社 1969-70
- 『経営理念』編著　ダイヤモンド社 現代経営学全集 1972
- 『近代日本経営史の基礎知識 明治維新期から現代まで』森川英正,由井常彦共編 有斐閣 1974
- 『日本経営史講座 第5巻.日本的経営』責任編集　日本経済新聞社 1977
- 『両大戦間の日本海事産業』編 中央大学出版部 1985
- 『企業経営の歴史的研究』編 岩波書店 1990

### 翻訳
- T.S.アシュトン『産業革命』岩波書店、1953　岩波文庫　1973
- Th.C.コクラン『現代のビジネス・システム 新しい経営の生成と発展』東京出版 1959
- A.H.コール『経営と社会 企業者史学序説』ダイヤモンド社 1965
- トマス・C.コクラン『アメリカのビジネス・システム』筑摩書房 1969

記念論文集
- 『企業者活動の史的研究 中川敬一郎先生還暦記念』土屋守章,森川英正編　日本経済新聞社 1981

## 論文
- <中川敬一郎
- 「『社史』再々論」『会社史への提言』p2～p3　財団法人日本経営史研究所　1979

## 栄典
勲章等
- 1991年（平成3年）4月 - 勲二等瑞宝章[1]

## 親族
- 弟 中川恭二郎（岡山大学農業生物学研究所教授）[1]
- 弟 中川泰三（滋賀県犬上郡多賀町長）[1]
- 長男 中川洋（二宮漁場代表取締役）[1][4]
- 岳父 八木繁一（妻京子父、植物研究家）[1]